# Sietske
Sietske, in de Friese spelling geschreven als Sytske, is van oorsprong een Friese meisjesnaam. De naam komt verhoudingsgewijs het meeste voor in Friesland, maar wordt ook aangetroffen in de rest van Nederland, en in België.
Grondvorm van de naam is Siet, waarvan de precieze betekenis omstreden is. Een gangbare betekenis die eraan wordt gegeven is "zege, overwinning", waarmee verwantschap zou bestaan met het Duitse sieg. Andere mogelijke herkomsten gaan terug op het Oudfriese side ("zede") of sîth ("metgezel").
De mannelijke variant van Sietske is Sietse (of Sytse in het Fries), dus zonder k: vergelijkbaar met "Rinske" (v) en "Rinse" (m).

## Bekende naamdragers
- Sytske Eeltjes Klein (1782-1846), huisvrouw en moeder van Multatuli
- Sietske Pasveer (1915-2001), schaatser
- Sytske Sötemann (1947), vertaler
- Sytske van der Ster (1978), actrice
- Sietske Bergsma (1978), columnist
- Sietske Poepjes (1979), politicus
- Sytske de Groot (1986), roeier
- Sytske van Koeveringe (1988), auteur[3]
- Sietske Noorman (1991), atleet
- Sietske van Peursem (1993), actrice en danseres
- Sietske Lenchant (1993), atleet

## Fictieve naamdraagsters
- In het boek Afke's Tiental van Nienke van Hichtum is Sietske het vierjarige dochtertje van moeder Afke
- Sietske van der Meer is de hoofdpersoon in een vierdelige jeugdboekenserie van Kluitman, geschreven door Margo Driebergen. Het eerste deel, Sietske, verscheen in 1956.[4]
- Sietske is het vriendinnetje van hoofdpersoon Diedeltje in een kinderboekenserie van uitgeverij Kok, geschreven door C.M. van den Berg-Akkerman. Sietske verscheen voor het eerst in het boek Diedeltje en Sietske uit 1962.[5]
- Sietske is de naam van een bronzen beeld van beeldhouwer Evert van Hemert